# Paura (Richard Wright)
Paura è un romanzo dell'autore statunitense Richard Wright pubblicato nel 1940. Racconta la penosa storia di Bigger Thomas, un nero di 20 anni che vive in condizioni di estrema povertà nel ghetto di South Side, a Chicago, negli anni Trenta. Bigger si ritrova sempre nei pasticci, ma quando ottiene di lavorare presso la casa dei Dalton, una ricca famiglia bianca, sperimenta la realizzazione della propria identità. Egli pensa di avere ucciso accidentalmente una donna bianca, fugge dalla polizia, violenta e uccide la sua fidanzata ed è quindi catturato e processato.
«Non volevo uccidere. Ma ciò per cui ho ucciso, quello sono io! Deve essersi acquattato ben dentro di me per spingermi a uccidere», protesta il protagonista. Wright penetra nella testa del "Negro bruto" Bigger, e ne rivela i sentimenti, i pensieri, il punto di vista mentre commette crimini ed è fatto oggetto di razzismo, violenza e umiliazioni. Il romanzo segue le convenzioni del naturalismo letterario.
Pur non giustificando i crimini commessi da Bigger, Wright mostra compassione per la sistematica inevitabilità che li sottende. Il romanzo rappresenta una così potente dichiarazione di ineguaglianza razziale e ingiustizia sociale da diventare quasi impossibile determinare dove le aspettative e i condizionamenti sociali finiscano e dove inizia il libero volere. Come l'avvocato di Bigger fa notare, non c'è alcuna via di fuga da questo destino per il suo cliente o qualsiasi altro americano nero, poiché esso è il prodotto inevitabile della società che li ha forgiati dicendo loro fin dalla nascita che cosa essa si aspetta che siano. «Non esiste nessun negro americano», scrisse una volta James Baldwin «che non abbia nel suo cranio il suo privato Bigger Thomas».

Frantz Fanon esamina questa percezione nel suo saggio del 1952 L'Experience Vecue du Noir, o, in inglese, The Fact of Blackness. «Alla fine», scrive Fanon, «Bigger Thomas agisce. Per mettere fine alla sua tensione, egli agisce, reagisce all'anticipazione del mondo».
La storia fu influenzata dal caso degli Scottsboro Boys, nove adolescenti afroamericani accusati ingiustamente di stupro.

## Trama

### Libro primo: Paura
Bigger Thomas si sveglia in una piccola stanza buia al suono della sveglia. Vive in una camera con suo fratello Buddy, sua sorella Vera, e la madre. All'improvviso appare un ratto. La stanza si trasforma in un vortice e, dopo un violento inseguimento, Bigger uccide l'animale con una padella di ferro e inizia a terrorizzare Vera con il corpo scuro dell'animale. Vera sviene e la signora Thomas rimprovera Bigger, che odia la sua famiglia perché la vede soffrire senza potere fare nulla.
Quella sera Bigger deve vedere il signor Dalton per un nuovo lavoro. La famiglia di Bigger dipende da lui. Bigger vorrebbe abbandonare le sue responsabilità per sempre, ma quando pensa a cosa fare vede soltanto un vicolo cieco. Si reca alla sala da biliardo e incontra il suo amico Gus. Bigger gli confida che ogni volta che pensa ai bianchi, sente che gli capiterà qualcosa di terribile. Incontrano altri amici, G.H. e Jack, e organizzano una rapina. Hanno tutti paura di attaccare e derubare un bianco, ma nessuno di loro vuole ammettere la propria ansia. Prima della rapina, Bigger e Jack vanno al cinema. Sono attratti dal mondo dei bianchi ricchi del cinegiornale e si sentono stranamente commossi dai tam-tam e dai neri primitivi presenti nel film, ma sentono anche di non appartenere a nessuno dei due mondi. Dopo il cinema Bigger ritorna alla sala da biliardo e attacca Gus violentemente forzandolo a leccare la lama del suo coltello per umiliarlo e nascondere la sua stessa codardia. La lotta fra i due mette fine a ogni possibilità che il furto accada; Bigger è oscuramente consapevole che ha fatto tutto questo intenzionalmente.
Quando finalmente ottiene il lavoro Bigger non sa come comportarsi nella grande e lussuosa casa. Il signor Dalton e la moglie cieca utilizzano strane parole. È anche a conoscenza del fatto che il Dalton è proprietario di molti alloggi, tra i quali il suo. Essi tentano di essere gentili con Bigger, ma in realtà lo mettono a disagio; Bigger non sa cosa si aspettino da lui. Poi entra nella stanza la figlia Mary e chiede a Bigger perché non sia membro di un sindacato mentre definisce suo padre un "capitalista". Bigger non conosce il significato di quella parola ed è ancora più confuso temendo di perdere il lavoro. Dopo la conversazione Peggy, una cuoca irlandese, mostra a Bigger la sua stanza e gli dice che i Dalton sono una famiglia molto per bene e che fanno molte opere benevole per la gente di colore. Gli dice inoltre che Mary simpatizza per il partito comunista e di fare attenzione ai suoi amici. Bigger si guarda attorno stupefatto. Prima di allora non aveva mai avuto una stanza tutta sua.
Quella sera accompagna Mary in giro per la città per incontrare Jan, il fidanzato comunista di Mary. Per tutta la sera Mary e Jan parlano amichevolmente con Bigger, chiedendogli di portarli a cena in uno di quei posti "dove va a mangiare la gente di colore". Bigger, sempre più a disagio, li accompagna alla bettola di Ernie, nel South Side, il suo quartiere. Qui lo invitano a entrare e a sedere al tavolo con loro, e gli dicono di dare loro del tu. Bigger non sa come reagire alle loro richieste e si sente frustrato, dal momento che lui è semplicemente il loro autista per la serata. Ma soprattutto perché non è mai stato a mangiare con dei bianchi. Alla cena comprano una bottiglia di rum e cominciano a bere. Gli amici di Bigger lo vedono al tavolo e anche la fidanzata, Bessie. Jan e Mary invitano Bigger a fare accomodare anche la sua fidanzata. Cosa che egli non fa. Bigger, finita la cena, li porta in macchina per il parco mentre Jan e Mary bevono il rum e scherzano sul sedile posteriore. Jan e Mary si separano, ma Mary è così ubriaca che Bigger, quando arrivano a casa, si vede costretto a portarla di peso nella sua camera da letto. Bigger è terrorizzato che qualcuno possa vederlo con Mary fra le sue braccia; sente tutto il proprio odio per la ragazza bianca e ricca, che lo costringe in quella situazione. Tuttavia non può resistere alla tentazione del proibito e la bacia.
Proprio in quell'istante la porta si apre ed entra la signora Dalton. Bigger sa che è cieca ma è terrorizzato che possa percepire la sua presenza nella stanza. Bigger fa tacere Mary, premendole un cuscino sulla faccia. La signora Dalton si avvicina al letto, sente l'odore di whisky, rimprovera la figlia e lascia la stanza. Mary, nel tentativo di fargli capire che non può respirare, stringe i polsi di Bigger con le unghie, mentre la signora Dalton è ancora nella stanza. Quando Bigger toglie il cuscino, si rende conto di averla soffocata. Bigger inizia a pensare freneticamente sul da farsi, e decide di raccontare che Jan, il fidanzato comunista di Mary, l'ha portata dentro casa quella notte. Pensando che sarebbe meglio se Mary sparisse in modo da lasciare pensare che sia uscita, decide in uno stato di massima disperazione di bruciarne il corpo nella caldaia della casa. Inizialmente il corpo non entra nell'apertura della caldaia, ma, dopo averla decapitata con una accetta, Bigger finalmente riesce a fare entrare il corpo. Mette poi altro carbone nella caldaia, lasciando bruciare il corpo, e torna a casa.

### Libro secondo: Fuga
Adesso, quando Bigger parla con la sua famiglia e incontra i suoi amici, si sente diverso. Il crimine commesso dà senso alla sua vita. Quando torna alla grande casa dei Dalton, la signora Dalton si accorge della scomparsa della figlia e chiede a Bigger cosa sia successo la notte prima. Bigger cerca di fare cadere i sospetti su Jan. La signora Dalton per quel giorno rimanda a casa Bigger e Bigger decide di visitare la fidanzata Bessie. Bessie si lamenta per il fatto che non si sente amata e Bigger le dà del denaro in segno di affetto. Bessie menziona un caso famoso in cui i rapitori di un bambino prima lo hanno ucciso e poi hanno chiesto la somma del riscatto. Bigger decide di fare lo stesso. Parla a Bessie della scomparsa di Mary e le dice che intende utilizzare la scomparsa della ragazza per estorcere denaro ai Dalton, ma, durante la conversazione, Bigger si rende conto che Bessie sospetta che lui abbia fatto qualcosa a Mary. Bigger torna al lavoro. Nel frattempo il signor Dalton ha chiamato un detective privato, il signor Britten, e, questa volta, percependo il razzismo di Britten, Bigger accusa Jan facendo leva sulla sua religione (Jan è ebreo), sul suo credo politico (Jan è comunista), e il suo atteggiamento amichevole nei confronti dei neri. Quando Britten trova Jan conduce il ragazzo e Bigger in una stessa stanza e mette a confronto le due versioni contrastanti. Jan rimane sorpreso dalla versione di Bigger ma gli offre ugualmente aiuto.
Bigger si allontana come una furia dai Dalton. Decide di scrivere la falsa richiesta di riscatto, chiedendo diecimila dollari e firmando la lettera "Rosso" e disegnando il simbolo del partito comunista. Bigger fa scivolare la richiesta di riscatto sotto la porta principale dei Dalton e poi torna nella sua stanza. Quando la richiesta arriva nelle mani dei Dalton, questi non contattano la polizia, per paura di ripercussioni da parte dei rapitori. Britten continua a indagare e presto arrivano anche i giornalisti. Bigger ha paura ma non vuole andarsene. Nel pomeriggio, gli ordinano di togliere le ceneri dalla caldaia per accendere di nuovo il fuoco. Bigger è terrorizzato e inizia a rovistare con la pala finché tutta la stanza è piena di fumo. Infuriato, uno dei giornalisti prende la pala e spinge Bigger da parte. Egli trova immediatamente nella caldaia i resti delle ossa di Mary e un orecchino. Bigger fugge.
Bigger va subito da Bessie e le racconta l'intera storia. Bessie si rende conto che i bianchi lo accuseranno di avere violentato la ragazza prima di ucciderla. Si allontanano insieme, ma Bigger deve trascinare Bessie che è paralizzata dalla paura. Quando trovano rifugio in un edificio abbandonato, Bigger violenta Bessie, poi attende che si addormenti e la uccide. Colpisce ripetutamente la testa di Bessie con un mattone prima di gettarla da una finestra in un condotto d'aria. Velocemente si rende conto che gli unici soldi di cui poteva disporre erano nella tasca del cappotto di Bessie.
Bigger corre per la città. Vede i titoli di giornale che parlano del crimine commesso e sente di sfuggita diverse conversazioni sull'argomento nelle quali i bianchi lo definiscono "uno scimmione". I neri lo odiano per avere dato ai bianchi un motivo per il loro razzismo. Ma adesso è qualcuno; sente di avere un'identità. Non dirà che il crimine è stato accidentale. Dopo un rocambolesco inseguimento sopra i tetti della città la polizia lo cattura.

### Libro terzo: Destino
Durante i suoi primi giorni in prigione Bigger non mangia, non beve, non parla con nessuno. In seguito Jan gli fa visita. Gli dice che gli ha insegnato molto sui rapporti fra bianchi e neri e gli offre l'aiuto di un avvocato comunista di nome Max. Nelle lunghe ore che Max e Bigger passano insieme, Max impara a conoscere le sofferenze e i sentimenti dei neri e Bigger se stesso. Egli, infatti, inizia ad analizzare il proprio rapporto con la sua famiglia e con il resto del mondo. Riconosce la sua ira incontrollabile, il suo bisogno di futuro e il suo desiderio di dare un senso alla sua vita. Riesamina il suo atteggiamento verso i bianchi, sia nel caso in cui abbiano dei pregiudizi come Britten, sia che si mostrino ben disposti come Jan. Bigger è ritenuto colpevole ed è condannato a morte.

## Personaggi
Mary Dalton: figlia unica, Mary è una ragazza bianca molto ricca il cui orientamento politico si colloca decisamente a sinistra. È una simpatizzante comunista che da poco, così si capisce, se la spassa con Jan, un noto organizzatore di partito. Di conseguenza, tenta di adeguarsi, per un po', ai desideri dei suoi genitori e andare a Detroit. Deve partire appunto per Detroit il giorno dopo in cui Bigger è impiegato come autista.
Con la scusa di una riunione universitaria Mary si fa accompagnare da Bigger a un appuntamento con Jan. Quando tornano a casa è troppo ubriaca per raggiungere la sua camera da sola e così Bigger la aiuta. La signora Dalton si ritrova inconsapevolmente alla presenza di Bigger nella camera della figlia e quest'ultimo uccide la signorina Dalton soffocandola per paura che la madre possa scoprirlo. Sebbene muoia relativamente presto nella storia la signorina Dalton resta un personaggio significativo della storia, poiché Bigger nei momenti più estenuanti avrà continui flashback del delitto commesso.
Henry Dalton: padre di Mary, è azionista di maggioranza di una società immobiliare che si occupa della gestione delle abitazioni del ghetto nero. I neri nel ghetto pagano troppo per abitazioni infestate dai ratti. Come Max fa notare durante l'inchiesta, il signor Dalton rifiuta di affittare appartamenti a neri al di fuori del perimetro dell'area del ghetto e contemporaneamente dona denaro al NAACP, acquista tavolini da ping-pong per il programma a sostegno della locale gioventù nera, e dà a persone come Bigger un'opportunità di lavoro. La filantropia del signor Dalton, tuttavia, fa solo sfoggio della sua ricchezza mentre in realtà sostiene le pratiche affaristiche che controllano una popolazione già oppressa. Un chiaro esempio lo si ha quando il lettore apprende che il signor Dalton è proprietario della società immobiliare che controlla l'area South Side, dove vive gran parte della comunità nera, ma invece di utilizzare il suo potere per intraprendere azioni tese a migliorare in modo incisivo la situazione dei neri si limita a donare tavolini da ping-pong oppure a offrire loro un lavoro nella sua casa. Il signor Dalton resta cieco di fronte alla forte condizione di disagio dei neri, condizione che in realtà contribuisce a mantenere.
Signora Dalton: è la madre di Mary. La sua cecità diventa metafora della cecità razziale, motivo portante dell'intera storia. Sia dalle parole di Bigger che di Max trapela l'invisibilità della condizione degli afroamericani agli occhi dei bianchi. La signora Dalton tradisce la propria cecità metaforica quando incontra la signora Thomas. La madre di Mary si nasconde dietro la sua filantropia affermando che non c'è nulla che possa fare per Bigger. Non può impedire la sua morte né riesce ad ammettere l'attivo coinvolgimento della propria famiglia nella creazione del ghetto che lo ha creato.
Jan Erlone: Jan è un membro del Partito Comunista e il fidanzato della ricchissima Mary Dalton. Bigger tenta di fare ricadere su di lui la responsabilità del delitto. Jan, esperto di dialettica materialista (marxismo), vede il delitto come un'opportunità per affrontare il razzismo. Sebbene Bigger tenti di incolparlo del delitto, Jan tenta di dimostrare che i neri non sono padroni dei loro destini, ma, piuttosto, il prodotto di una società oppressiva. Jan, già in passato, aveva affrontato la questione nera nel tentativo di organizzare la comunità afroamericana, all'interno delle linee guida del Partito Comunista, contro i ricchi come il signor Dalton. Jan non riesce nel tentativo compiutamente, ma è in grado di mettere da parte il suo trauma personale e persuadere Max ad aiutare Bigger. Egli rappresenta il giovane marxista idealista che spera di salvare il mondo attraverso la rivoluzione. Tuttavia, prima che possa farlo, egli deve giungere a una comprensione della questione negra molto più approfondita.
Gus: è un altro componente della banda di Bigger, ma ha una relazione difficile con quest'ultimo. Entrambi sono consapevoli della tensione nervosa dell'altro nel rapporto con i bianchi. Conseguentemente Bigger preferirebbe brutalizzare Gus piuttosto che ammettere di avere paura a derubare un bianco.
Jack Harding: Jack è un membro della banda di Bigger e forse l'unico che Bigger consideri come un vero amico.
G.H.: G.H. è un altro componente della banda di Bigger. Può considerarsi un elemento neutrale nel senso che è disponibile a eseguire ciò che la banda decide ma sempre senza legarsi in particolare ad alcuno degli altri compagni.
Signor Boris Max: è l'avvocato del Partito Comunista che difende Bigger dalle accuse del pubblico ministero. Le sue origini ebree lo facilitano nel compito di capire la situazione del suo assistito. È attraverso la sua arringa, durante il processo, che Wright rivela le più ampie implicazioni morali e politiche della vita di Bigger Thomas. Sebbene il signor Max sia l'unico a capire Bigger resta comunque inorridito di fronte ai danni che la società bianca ha arrecato alla vita del suo assistito. Quando il signor Max alla fine lascia Bigger egli è inorridito dinanzi alle dimensioni della brutalità che ha assunto il razzismo in America.
Bessie Mears: è la partner casuale di Bigger. Beve spesso per dimenticare, come afferma, le dure condizioni della sua vita. Alla fine del libro secondo Bigger, per la prima volta, costringe Bessie ad avere un rapporto sessuale con lui. Poi Bigger la uccide per impedirle di parlare alla polizia. Questo è il secondo assassinio di cui Bigger si macchia nel romanzo, sebbene nel libro ci siano allusioni ad altri assassini compiuti in passato dal protagonista.
Peggy: Peggy è la domestica di origini irlandesi dei Dalton e, come Max, può identificarsi nella condizione di "outsider" di Bigger. Tuttavia appartiene tipicamente alla categoria dei bianchi poveri che non esitano a ricorrere al razzismo per il solo fatto di potere avere qualcuno al di sotto di se stessi. Come tutti nella famiglia Dalton Peggy nasconde il suo disgusto per i neri e tratta Bigger gentilmente.
Bigger Thomas: protagonista del romanzo, Bigger commette due orribili delitti per i quali è messo sotto processo. È condannato alla pena capitale sulla sedia elettrica. Le sue azioni conferiscono dinamismo al romanzo ma la vera storia si concentra sulle reazioni di Bigger all'ambiente dal quale è circondato e ai crimini di cui si macchia. Per tutto il romanzo Bigger lotta per dare voce ai suoi sentimenti, senza riuscire né a trovare le parole per esprimersi compiutamente né a trovare il tempo per articolare il suo mondo interiore. Tuttavia, mentre i moti interiori del protagonista si dipanano per tutto il racconto, Bigger, come è tipico dell'archetipo dell'"outsider", scopre infine l'unica cosa veramente importante: la sua vita. Sebbene troppo tardiva, la sua conquistata consapevolezza di essere vivo e in grado di scegliere di diventare amico del signor Max induce a sperare che uomini come lui possano essere raggiunti in tempo.
Per quanto discutibile possa sembrare la scena finale nella quale Bigger chiama un bianco per la prima volta per nome, Bigger non è niente altro che un fallito. Egli rappresenta il nero consapevole del sistema di oppressione razziale che non gli lascia alcuna alternativa al crimine. Come Bigger dice a Gus "Non ci lasciano fare nulla... [e] io non posso rassegnarmi". Egli ammette perfino di volere diventare un aviatore e in seguito confesserà a Max di volere diventare tante altre cose. Ma non può fare niente altro che essere uno dei tanti neri del ghetto e al massimo ottenere un lavoro a servizio di un bianco; il crimine sembra un'alternativa più appetibile. Non è una sorpresa allora che egli abbia già alle spalle esperienze criminali e che sia stato perfino in un riformatorio. In definitiva tutto ciò che gli resta da fare è trasgredire i limiti che il mondo bianco ha tracciato nella sua vita. Egli può solo violare ciò che gli autori della sua oppressione conservano come sacro e, con questo, rispondere alla sfida che hanno lanciato avendo tracciato i loro limiti.
Buddy Thomas: Buddy, il fratello più piccolo di Bigger, lo idolatra come modello maschile. Lo difende dal resto della famiglia e ripetutamente chiede se può essere d'aiuto al fratello.
Signora Thomas: è la madre di Bigger. Lotta per la sopravvivenza della sua famiglia con le magre paghe guadagnate in casa provvedendo al bucato dei clienti. È una donna religiosa che crede in una ricompensa nell'aldilà, ma come donna nera è rassegnata al fatto che nulla può essere fatto per migliorare la situazione della sua gente. Inoltre è consapevole del fatto che Bigger finirà per pendere da una forca per il crimine di cui si è macchiato, ma questo finale rappresenta per lei un dato di fatto.
Vera Thomas: Vera è la sorella di Bigger e in lei Bigger vede molte somiglianze con sua madre. Bigger è spaventato dalla prospettiva che sua sorella possa fare la stessa fine di sua madre, costantemente esausta dallo sforzo di sostenere la famiglia, o di Bessie, una ubriacona che con l'alcool tenta di evadere dai suoi problemi.
Buckley: è il pubblico ministero.
Britten: è l'investigatore piuttosto prevenuto prima verso Bigger perché nero e poi verso Jan perché comunista.

## Significato letterario e critica
Il romanzo protesta di Wright divenne immediatamente un best seller, con la vendita di 250 000 copie in tre settimane dalla pubblicazione sul Book-of-the-Month Club, avvenuta il 1º marzo 1940. Fu uno dei primi tentativi fortunati di spiegare la divisione razziale in America attraverso l'analisi delle condizioni sociali imposte agli afroamericani dalla società bianca dominante. Il successo del romanzo fece diventare Wright il più ricco scrittore nero del suo tempo e lo decretò portavoce della questione nera negli Stati Uniti e "padre della letteratura nera americana". Come disse Irving Howe nel suo saggio del 1963 intitolato Black Boys and Native Sons, "Il giorno in cui Native Son apparve, la cultura americana cambiò per sempre. A prescindere dalle classificazioni di cui in seguito il libro sarà fatto oggetto, esso rese impossibile la ripetizione delle vecchie bugie... [e] portò alla luce, come nessuno aveva fatto prima, l'odio, la paura e la violenza che avevano menomato e potevano ancora distruggere la nostra cultura."
Tuttavia il libro fu criticato da alcuni colleghi scrittori afroamericani. Il saggio di James Baldwin Everybody's Protest Novel del 1948 liquidò Native Son come romanzo di protesta, e perciò limitato nella sua comprensione della natura umana e nel suo valore artistico.

Il saggio trovò posto insieme ad altri nove nel libro Notes of a Native Son (1955) di Baldwin.

Nel 1991 il romanzo fu per la prima volta pubblicato integralmente dalla casa editrice Library of America, corredato da una introduzione, una cronologia e note di Arnold Rampersad, un apprezzato studioso di opere della letteratura afroamericana. Questa edizione contiene anche il saggio di Richard Wright del 1940 intitolato How 'Bigger' Was Born.

Il libro ha il numero 71 nella lista dei 100 libri più frequentemente contestati del XX secolo stilata dall'American Library Association of 1990–2000.

La Modern Library l'ha posto al ventesimo posto nella lista dei 100 migliori romanzi del XX secolo.

Anche il Time Magazine ha incluso il romanzo nel suo elenco dei 100 migliori romanzi in lingua inglese pubblicati fra il 1923 e il 2005.

## Richiami e riferimenti in altre opere
Una citazione tratta dall'arringa dell'avvocato di Bigger Thomas, Boris Max, è contenuta nel romanzo The Penultimate Peril di Lemony Snicket, pubblicato nel 2005. "Richard Wright, romanziere americano delle scuola realista, rivolge una famosa e insondabile domanda... 'Chissà quando un lieve shock', chiede, 'in grado di rompere il delicato equilibrio fra ordine sociale e aspirazioni a lungo nutrite manderà in frantumi i grattacieli nelle nostre città?'... Così quando il signor Wright si pone questa domanda, potrebbe chiedersi se un piccolo evento, come il cadere di un sasso in un lago, può causare increspature nel sistema del mondo, e fare vacillare ciò che la gente desidera che vacilli, al punto da provocare l'abbattimento di qualcosa di enorme...".
Paura è menzionato nel romanzo Little Boy Blue di Edward Bunker pubblicato nel 1981. Nell'opera il personaggio principale, Alex Hammond, legge Paura mentre è recluso in cella e ne è grandemente affascinato.
Un'ampia sezione di Erasure di Percival Everett (1999) contiene una parodia, intitolata "Fuck", di Paura.
Paura è menzionato in un flashback nel film American History X, quando il padre di Derek critica le lezioni sulla letteratura nera e le politiche di affirmative action dell'insegnante di Derek. Nella versione italiana del film il romanzo è citato con il titolo "Figlio naturale"; l'equivoco in fase di doppiaggio è sicuramente dovuto a una traduzione letterale del titolo inglese Native Son.
Bigger Thomas è menzionato in uno dei ritornelli di "The Ritual" presente nell'album musicale The Inevitable Rise and Liberation of NiggyTardust! di Saul Williams.
Nell'episodio della terza serie di Star Trek: Deep Space Nine intitolato "Far Beyond the Stars" Benny Russell cita Paura come esempio di opera significativa della letteratura afroamericana.
Un'allusione alla storia si trova nella prima parte di The Second Renaissance, un breve film di animazione giapponese facente parte della collezione The Animatrix. In questo film un robot domestico chiamato "B1-66ER" è processato per omicidio. Il nome dell'androide è creato con l'utilizzo dell'alfabeto Leet Speak.
"Paura" è menzionato nel capitolo 22 del romanzo capolavoro di Ralph Ellison Invisible Man del 1952.
La canzone degli U2 Vertigo fu chiamata Native Son, il titolo in lingua originale del romanzo di Richard Wright, durante la registrazione dell'album studio How to Dismantle an Atomic Bomb. La canzone fu in seguito incisa nelle collezioni Unreleased & Rare e U2: Medium, Rare & Remastered.
Nelle serie trasmessa dalla HBO Brave New Voices, durante le finali del 2008, la squadra del Chicago interpretò una poesia intitolata "Lost Count: a Love Story". Questa poesia, che si rivolgeva alla gioventù, affrontando il tema dell'omicidio della gioventù a Chicago, faceva riferimento a Bigger: "Being brown in Bigger Thomas' town".

## Adattamenti cinematografici televisivi e teatrali
Il romanzo ha subito un adattamento teatrale ad opera di Wright e Paul Green, ma il conflitto di vedute fra i due autori ne ha condizionato la resa. La produzione iniziale, con la regia di Orson Welles e con Canada Lee come interprete di Bigger fu allestita al Teatro Saint-James il 24 marzo del 1941 arrivando a 114 recite.
Il libro subì un nuovo adattamento e allestimento ad opera di Kent Gash (in collaborazione con la Paul Green Foundation) all'Intiman Theatre di Seattle, nel 2006. L'allestimento, nel quale Ato Essandoh interpreta la parte di Bigger Thomas, era più aderente al testo originale della versione teatrale del 1941 e incontrò il successo della critica.
Paura è stato oggetto di due versioni cinematografiche; una del 1951 e l'altra del 1986. Nessuna delle due è considerata un successo artistico, nonostante o, forse, a causa del coinvolgimento di Wright nella prima versione. Il primo allestimento cinematografico fu realizzato in Argentina; il ritratto parzialmente simpatetico dei personaggi comunisti avrebbe reso una produzione americana difficile durante il periodo ipersensibile della guerra fredda negli anni cinquanta.
Wright, che allora aveva 42 anni, interpreta il protagonista nonostante abbia più del doppio degli anni di Bigger Thomas. Il film non riscosse il favore della critica che si concentrò negativamente soprattutto sull'interpretazione di Wright.

## Edizioni
- Paura, traduzione di Camillo Pellizzi, Milano, Bompiani, 1947. - Collana Oscar, Milano, Mondadori, 1975.